# Сукачёва, Мария Владимировна
Мари́я Влади́мировна Сукачёва (урождённая Высоцкая; 11 августа (20 августа) 1874, Флоренция — 3 июля (16 июля) 1907, Берн) — художница, участница Первого дамского художественного кружка.

## Семья
Мария Владимировна родилась 11 (20) августа 1874 года во Флоренции, в семье потомков декабриста Александра Поджио. Крещена 27 августа 1874 года в Христорождественской церкви русского посольства. Её родители, Варвара Александровна (урож. Поджио) и Владимир Степанович Высоцкий, поручик Гродненского гусарского полка, имели трёх дочерей — Марию (Мэри), Ольгу и Елену (Нелли). Вскоре после рождения младшей из них Владимир Степанович оставил семью и уехал из Италии, вернувшись в Россию, где принял должность начальника таможни на пограничном пункте в Вержболове. Варвара Александровна осталась одна с тремя дочерьми. Источником дохода для неё стали три пансиона для русских, которые она открыла в Риме, Флоренции и Марина-ди-Пиза. О своём знакомстве с семьёй Высоцких оставил воспоминания Сергей Михайлович Волконский: «Варенька была прекрасная музыкантша, ученица Бюлова… В доме Поджио — Высоцких жили художественные интересы. Дочери Вареньки занимались живописью, в то время как мать давала уроки музыки. Артисты всех профессий были им друзьями».

## Творчество
Художественный талант проявился у Марии Высоцкой с ранней юности. Она брала уроки живописи у известного итальянского художника, преподававшего в Академии изящных искусств Флоренции, Джузеппе Чиаранфи. 25 мая 1898 года во Флоренции Мария вышла замуж за старшего сына иркутского городского головы Владимира Платоновича Сукачёва, Бориса и переехала к мужу в Петербург.

В Петербурге Мария активно включилась в художественную жизнь России — вступила в Первый дамский художественный кружок, участвовала в нескольких академических выставках. С 1898 по 1907 год ею было написано не менее 60 картин и более ста этюдов. Среди работ преобладают пейзажи, но есть также портреты и жанровые сцены. Несомненным успехом творчества Марии Сукачёвой в этот период стала картина «Швея». На ней изображена молодая женщина, сидящая в тесной каморке с каменными стенами. Из расположенного высоко под потолком маленького окна льётся свет. Женщина устало склонилась над белой тканью, из которой она шьёт нарядное платье. Эта картина была представлена на Весенней выставке 1903 года в залах Академии художеств и привлекла особое внимание публики. В том же 1903 году репродукция картины была помещена в «Журнале для всех» как иллюстрация к стихотворению Леонида Андрусона, несомненно, написанного под впечатлением от знакомства с этим произведением:
 За окном синеет небо,

За окном весна.

Целый день в каморке тесной

Грустно шьет она.

Целый день, до поздней ночи

С места не встает:

Шьет, спины не разгибая,

Торопливо шьет…»
Совместно с М. И. Педашенко-Третьяковой Мария Сукачёва стала инициатором проведения Первой сибирской передвижной выставки. Эту идею поддержал Григорий Николаевич Потанин, он же помогал художницам в решении организационных вопросов. В 1903 году выставка с успехом прошла в трёх сибирских городах — Красноярске (7—13 апреля), Томске (14 сентября — 1 октября) и Иркутске (2—22 ноября). На ней были представлены четыре работы Марии Сукачёвой — «Портрет Г. Н. Потанина», уже упоминавшаяся картина «Швея», этюд «Неаполитанский рыбак» и копия с картины Виктора Васнецова «Христос». Критики отзывались о творчестве молодой художницы доброжелательно. Газета «Сибирская жизнь» писала: «В отделе портретов… г-жой М. В. Сукачевой выставлен портрет Г. Н. Потанина, написанный с большим сходством и жизненностью; ей же принадлежит картина „Швея“, на которой свет, падающий сверху в окно подвала, освещает затылок и плечи склоненной над шитьем фигуры; картина написана с чувством и останавливает зрителя».
Мария Владимировна Сукачёва, несомненно, обладала талантом и значительным творческим потенциалом, который мог получить развитие в дальнейшем. К сожалению, ей была суждена недолгая жизнь. В июле 1907 года в возрасте 33 лет она умерла от заражения крови в Берне.
Через год после её смерти в Петербурге в зале Пассажа на Невском проспекте состоялась посмертная выставка её работ, на которой было представлено 185 картин и этюдов. Большая часть из них продавалась. По мысли организаторов выставки вырученная от продажи сумма должна была поступить на образование капитала имени Марии Владимировны Сукачёвой при Обществе содействия учащимся в Санкт-Петербурге сибирякам, из которого выплачивались стипендии уроженцам Сибири, получающим художественное образование в петербургских учебных заведениях.

## Галерея
- Портрет Г. Н. Потанина
- Этюд. Дерево